# Maria Zaharia

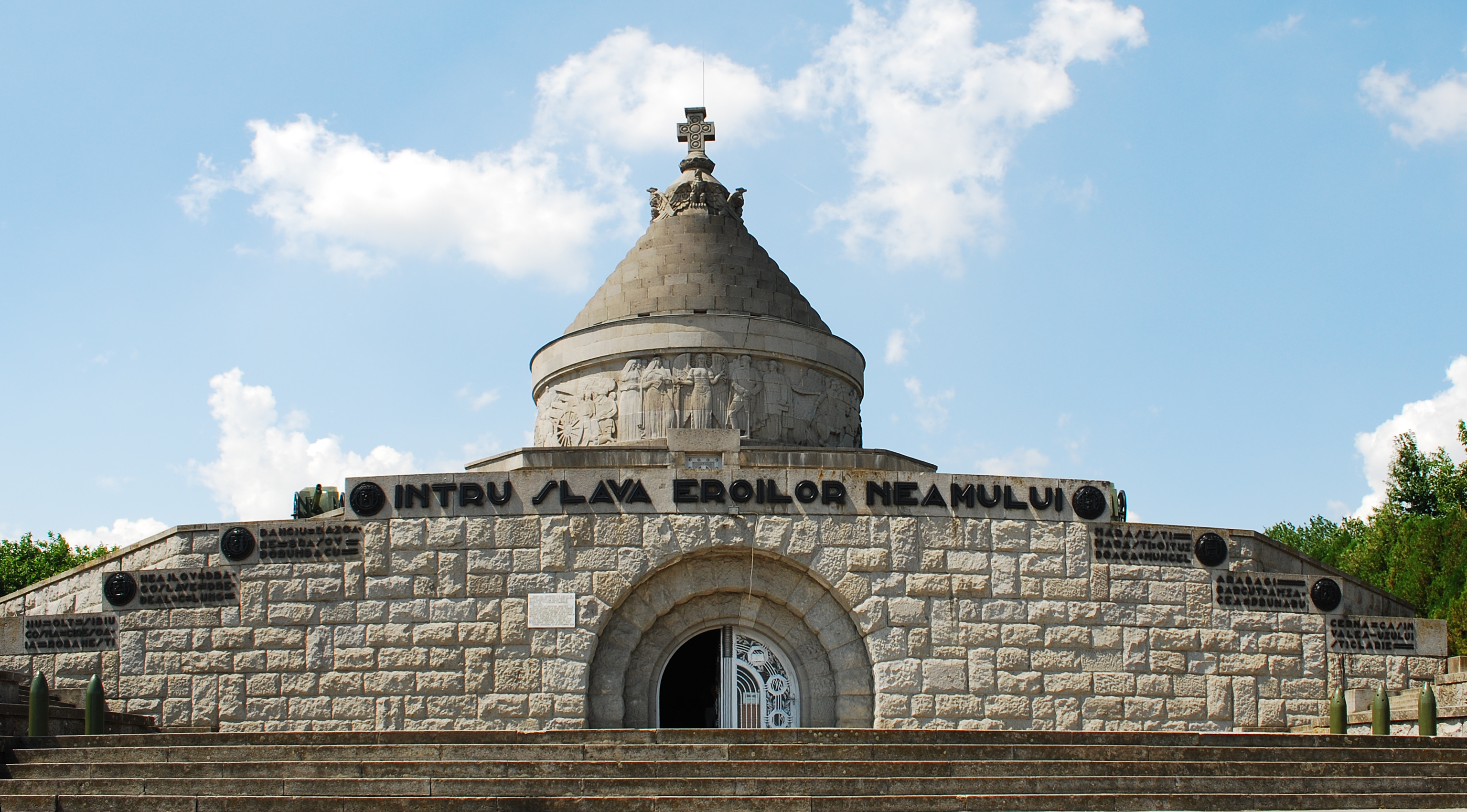
Mausoleul eroilor de la Mărășești, locul de odihnă al Mariei Zaharia

Maria Ion Zaharia (cunoscută și ca Măriuca Zaharia; n. 1905, Pădureni, România – d. 6 august 1917, Mărășești, Vrancea, România) a fost o fetiță româncă de doisprezece  ani, căzută eroic, în satul natal Pădureni, în luptele de pe frontul de la Mărășești din cadrul Primului Război Mondial. În timpul luptelor de la Mărășești a transmis armatei române toate mișcările trupelor austro-ungare. A fost omorâtă de schijele unui obuz. Drept recunoaștere a meritelor ei, a fost îngropată în Mausoleul de la Mărășești.

## Literatură
Dumitru Almaș a imortalizat-o într-o povestire, în cartea Povestiri istorice:

Maria sau cum o alintau prietenii, Măriuca, trăia în satul Răzoare, la casa bunicului ei, Ion Zaharia. Frontul a ajuns în dreptul satului lor și acolo se da o cumplită bătălie între armata română și cea germană. De aceea satul a fost evacuat: adică toți sătenii și-au luat ce au putut fiecare și au plecat în altă parte, la adăpost, în munți. Numai moș Ion Zaharia a rămas în casa lui. A săpat șanț adânc în livadă. Aici se ascundea ori de câte ori nemții bombardau satul.

S-a întâmplat ca soldații români să instaleze un post de observație tocmai în nucul cel înalt și stufos din livada lui Moș Zaharia. Un ostaș urca în vârful acelui pom, se așeza pe ramurile mai groase, ascuns în frunze. Și de acolo, cu un binoclu, supraveghea mișcările dușmanului. Ceea ce vedea, povestea sergentului care sta jos, la tulpina nucului, cu receptorul telefonului în mână. Sergentul transmitea artileriștilor, prin telefon, cele văzute.
Almaș povestește în continuare cum fata deprinde „meșteșugul” observației, înlocuindu-l în cele din urmă pe ostașul din copac, când este lovit de dușmani. Astfel ea ajută armata română în luptă, până când este doborâtă la rândul ei de focul inamic. Povestirea scurtă este foarte populară.

## Film
Figura Măriucăi a fost ficționalizată și în filmul artistic Baladă pentru Măriuca (1969), realizat în regia lui Constantin Neagu. Rolul a fost interpretat de Brândușa Hudescu.